# Patín
El patín es un aparato que se coloca en el pie y sirve para deslizarse sobre hielo o pavimento liso. Originalmente se formó a partir de una plancha enganchada al calzado bajo la suela que llevaba anejada una especie de cuchilla o ruedas, según la superficie donde se fuese a deslizar. Actualmente es más frecuente que el patín forme un solo cuerpo con una «bota» que lo lleva en su base (no obstante la forma original sigue en uso). 
Concebido durante tiempo como un juguete, este aparato ha dado lugar al deporte del patinaje y ha resultado servir como medio de transporte urbano en forma de vehículo.
Se utilizan siempre dos unidades (un par), correspondientes a cada uno de los pies, por lo que es frecuente referirse a ellos también en plural.

## Tipos de patín
- Patín sobre hielo
- Patín sobre ruedas
  - Patín tradicional (de cuatro ruedas dispuestas paralelamente dos a dos, con freno en la parte delantera)
  - Patín en línea (de tres, cuatro y hasta cinco ruedas dispuestas linealmente, con freno generalmente en la parte trasera)

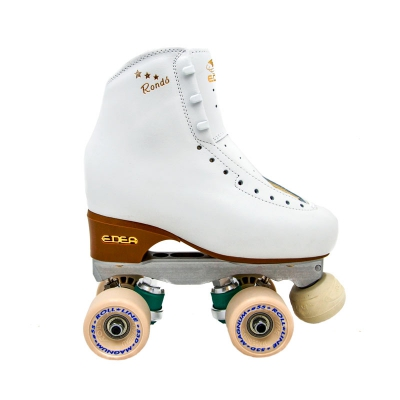
Patín sobre ruedas
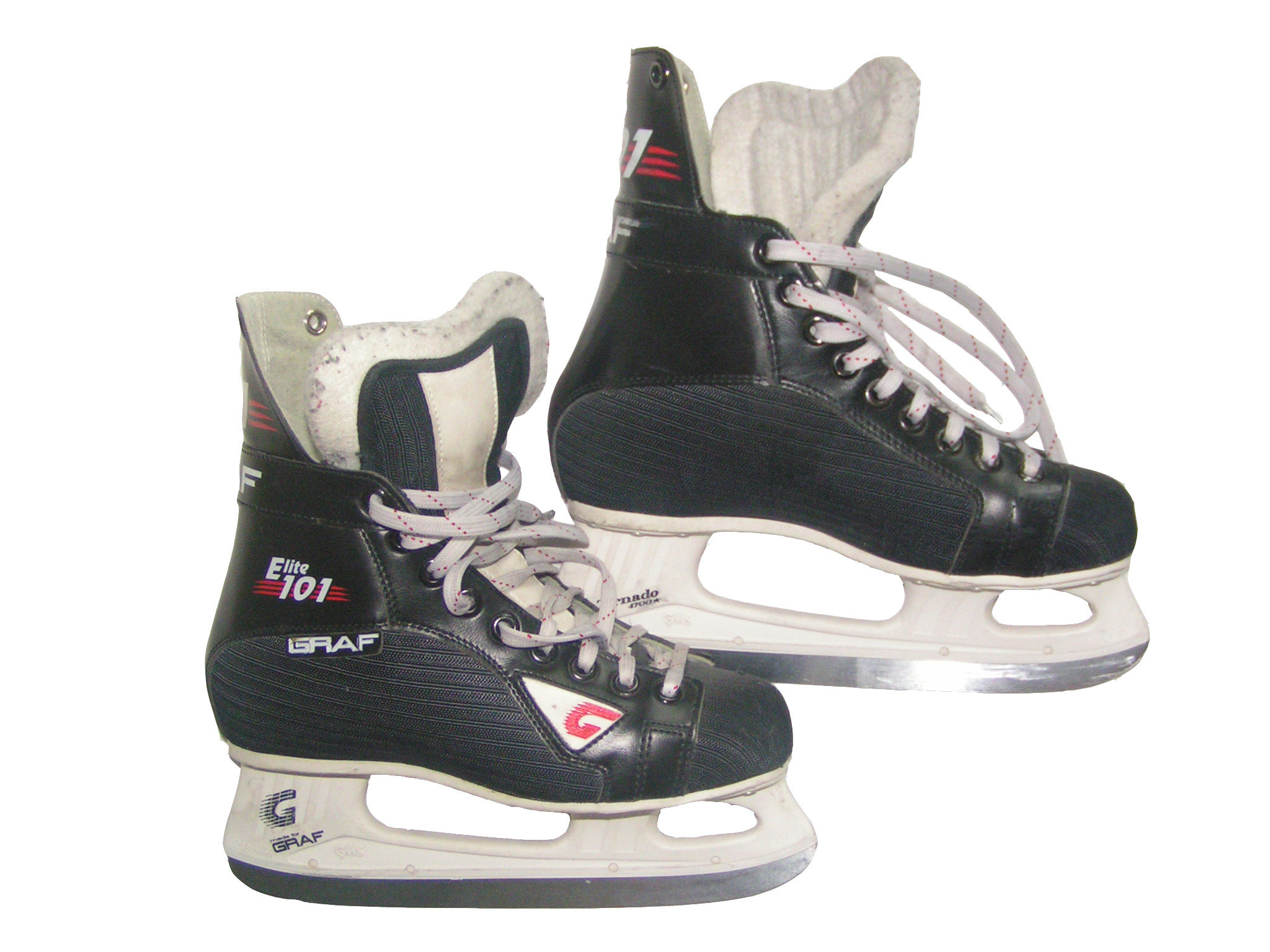
Patines sobre hielo de hockey
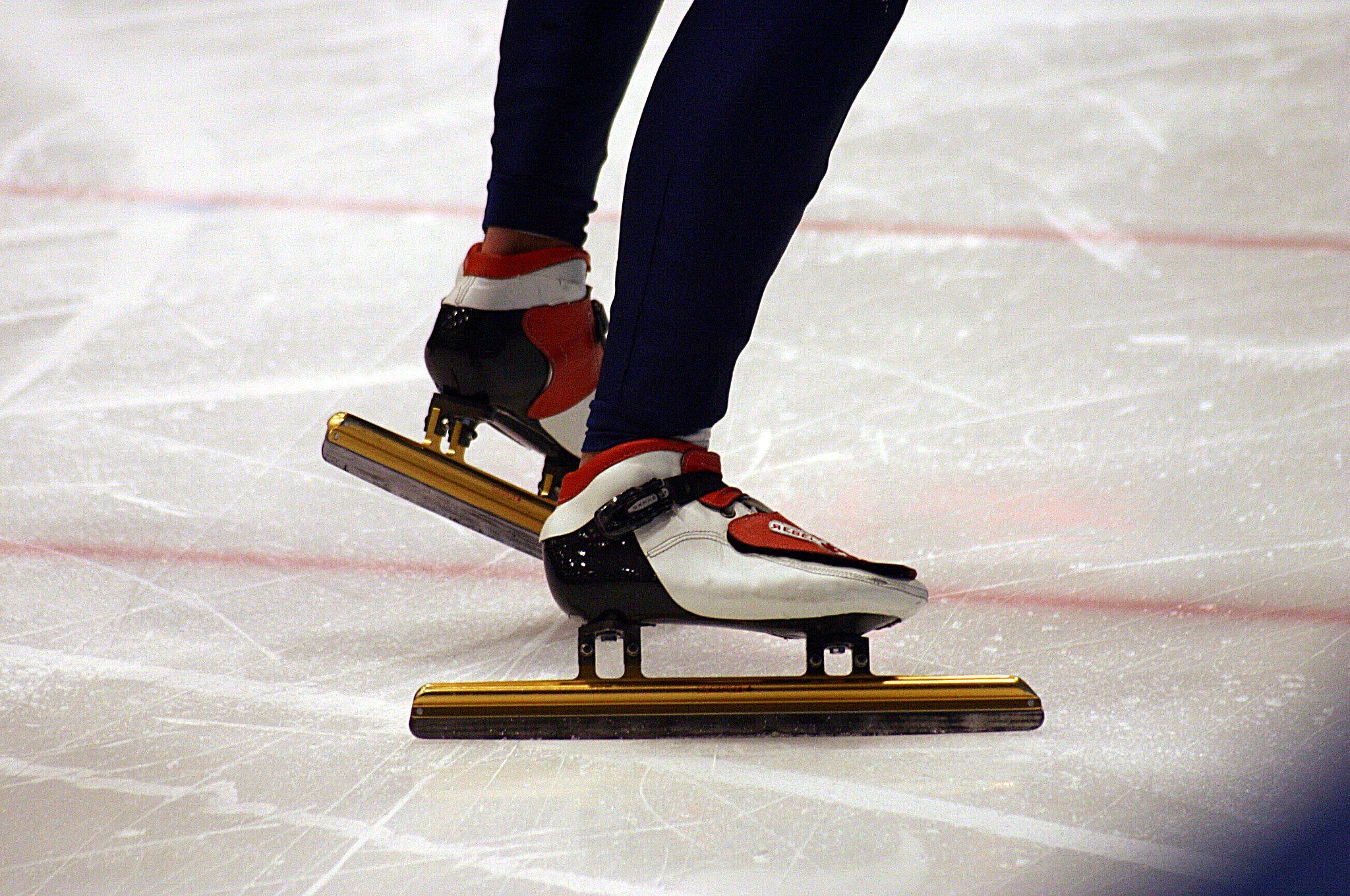
Patines sobre hielo para competiciones de velocidad
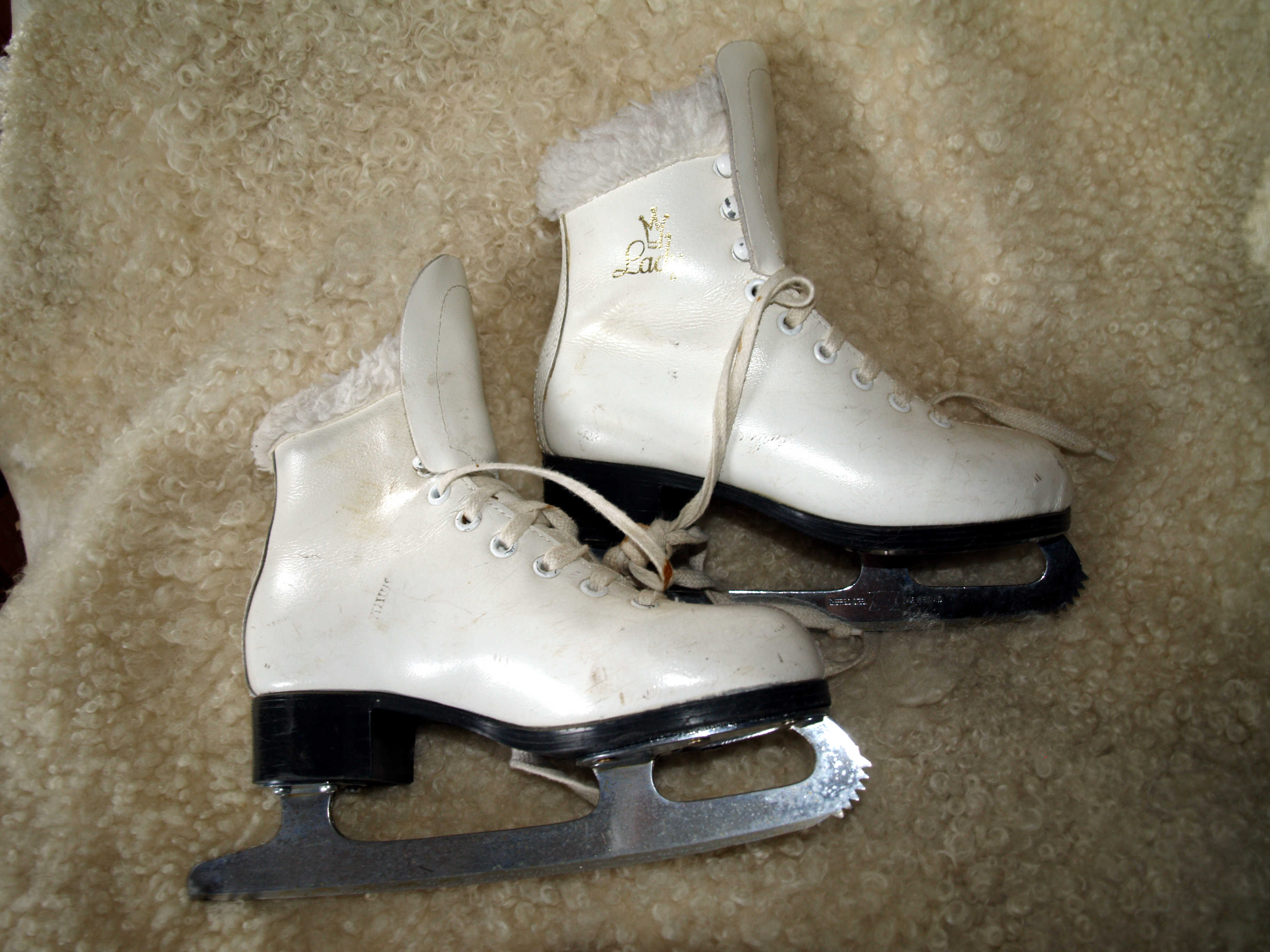
Patines para patinaje artístico